# Vor Frue Provsti
Vor Frue Provsti var et provsti i Københavns Stift. Provstiet lå i Københavns Kommune. Den 1. januar 2012 blev Vor Frue Provsti nedlagt og slået sammen med Vesterbro Provsti under navnet Vor Frue-Vesterbro Provsti.
Vor Frue Provsti bestod af 5 sogne med 7 kirker, fordelt på 4 pastorater.

## Pastorater
| Pastorater i Vor Frue Provsti | Pastorater i Vor Frue Provsti | Pastorater i Vor Frue Provsti |
| ----------------------------- | ----------------------------- | ----------------------------- |
| Fredens-Nazaret Pastorat      | Helligånds Pastorat           | Sankt Petri Tyske Menighed    |
| Vor Frue Pastorat             |                               |                               |

## Sogne
| Sogne i Vor Frue Provsti | Sogne i Vor Frue Provsti | Sogne i Vor Frue Provsti   |
| ------------------------ | ------------------------ | -------------------------- |
| Fredens-Nazaret Sogn     | Helligånds Sogn          | Sankt Petri Tyske Menighed |
| Trinitatis Sogn          | Vor Frue Sogn            |                            |